# Chrysis frankenbergeri
Chrysis frankenbergeri is een vliesvleugelig insect uit de familie van de goudwespen (Chrysididae). De wetenschappelijke naam van de soort is voor het eerst geldig gepubliceerd in 1953 door Balthasar.